# 太平湖 (西藏)
太平湖（藏語：ཐད་ཕིང་མཚོ，威利转写：thad phing mtsho，THL：Teping Tso）位于中国西藏自治区那曲市双湖县境内，地处双湖县中东部，距青海省边界约8公里。湖面海拔5095米，面积19.8平方公里。湖区气候干寒，年均气温-6℃，年均降水量150～200毫米。湖水主要靠地表径流补给，集水区面积356.2平方公里。